# یرژی بروژک
یرژی بروژک (چکی: Jiří Brožek؛ زادهٔ ۱۱ مارس ۱۹۴۷) تدوین‌گر اهل جمهوری چک است. وی دانش‌آموختۀ دانشکده سینما و تلویزیون آکادمی هنرهای نمایشی پراگ است و از سال ۱۹۷۶ میلادی تاکنون مشغول فعالیت بوده‌است.
از فیلم‌ها یا مجموعه‌های تلویزیونی که وی در آن‌ها نقش داشته است، می‌توان به لحظات دلپذیر و گوی آذرخش اشاره نمود.